# Бродівська сахара
Бродівська сахара — піщана горбиста місцевість в Україні. 

## Розташування
Розташована в межах Заболотцівської громади у Золочівському районі Львівської області, на захід від села Ражнів.
У самому серці Малого Полісся серед соснових лісів, боліт та торфовищ на лівому березі річки Богаїха. Площа урочища неповних 5 гектарів.

## Історія
У середині XX століття з метою осушення заболочених земель Заболотцівської громади будують спеціальні осушувальні системи. Опустелювання земель є наслідком інтенсивної меліорації регіону. 
Про існування «Бродівської пустелі» стало відомо наприкінці 2020 року завдяки працівникам Національного природного парку «Північне Поділля». Територія не належить до заповідних ділянок НПП «Північне Поділля» та не має жодного охоронного статусу.
Піщані пагорби частково поросли мохами, лишайниками, чагарниками й травою.